# شتات تاميلي سريلانكي
شتات تاميلي سريلانكي هو الشتات التاميلي في سريلانكا وألذي يتوزعون عبر العالم، ينتشرون في الهند وجنوب أفريقيا وكندا وأستراليا والمملكة المتحدة وسنغافورة وماليزيا وموريشيوس وسيشل وفرنسا.